# خاوی رویز
خاوی رویز (انگلیسی: Javi Ruiz؛ زادهٔ ۱۵ مارس ۱۹۸۰) بازیکن فوتبال اهل اسپانیا است.
از باشگاه‌هایی که در آن بازی کرده‌است می‌توان به باشگاه فوتبال اسپانیول، باشگاه فوتبال بارسلونا سی، باشگاه فوتبال آلمریا، باشگاه خیمناستیک تاراگونا، و باشگاه فوتبال بارسلونا بی اشاره کرد.
وی همچنین در تیم ملی فوتبال زیر ۱۸ سال اسپانیا بازی کرده‌است.